# Kusuriyubi no hyohon
Kusuriyubi no hyohon, publicado na França como L'Annulaire ("O dedo anelar", em tradução livre) é um romance de Yôko Ogawa. Este livro foi adaptado no cinema francês por Diane Bertrand, estrelando Olga Kurylenko.

## Edição
Este romance relativamente curto (cerca de cem páginas) foi publicado no Japão pela Shincho-Sha em 1994 sob o título original Kusuriyubi no hyohon, e na França pela Actes Sud em 1999, em uma tradução de Rose-Marie Makino-Fayolle.

## A história
Uma jovem consegue um emprego como secretária em um curioso laboratório, um repositório de espécimes: os clientes trazem um objeto naturalizado e preservado no local, libertando-os da memória dolorosa que ele representa para eles. A atmosfera pacífica, mas misteriosa, do lugar, um antigo internato feminino, assim como os lindos sapatos que seu chefe lhe deu, parecem enfeitiçá-la pouco a pouco. Ela acabou desejando um espécime para o acidente que arrancou um pedaço de carne de seu dedo anelar, deixando-a com a lembrança vívida de um pedaço dela caindo lentamente em um tanque de limonada.